# Kurt Gruber
Kurt Gruber (1896. – 1918. április 4.) az Osztrák–Magyar Monarchia 11 légi győzelmet arató ászpilótája volt az első világháborúban.

## Élete
Kurt Gruber 1896-ban született Linzben. Apja tanár volt, az 1930-as években polgármesternek is megválasztották. Kurt a németországi Sachsen-Altenburgban járt iskolába, mérnöknek készült, de a világháború kitörése után hazatért és önként jelentkezett az osztrák-magyar hadseregbe. Alapkiképzése után csatlakozott a Léghajós részleghez és miután elvégezte a pilótatanfolyamot, 1915 augusztusában az orosz fronton harcoló, Otto Jindra parancsnoksága alatt lévő 1. repülőszázadhoz osztották be. Szeptember 10-én előléptették szakaszvezetővé. 
1916. április 14-én szerezte meg első légi győzelmét, egy felderítő gépet vezetve lelőtt egy orosz Morane-Saulnier egyfedelűt. Május 2-án, miközben Godwin Brumowski volt a felderítőtisztje, újabb Morane-Saulniert kényszerített földre; június 6-án pedig egy kétüléses gépet egyedül vezetve végzett egy egyfedelű, orosz felségjelű repülővel. Sikerei miatt június 1-én soron kívül őrmesterré, augusztus 11-én pedig szintén soron kívül, törzsőrmesterré léptették elő.    
1916 decemberében visszavonták a hátországba, a fischamendi Repülőarzenál tesztpilótája volt 1917 március 15-ig, amikor az olasz frontra, a 41. vadászrepülő-századhoz küldték. Parancsnoka az a Godwin Brumowski volt, akivel korábban már több közös bevetést hajtott végre. Május 21-én Gruber a század egyik Hansa-Brandenburg D.I vadászát tesztelte, amikor az alacsonyan repülő gép lezuhant, ő pedig hónapokra kórházba került.  
Miután visszatért századához, 1917. szeptember 29-én sikerült először vadászpilótaként bizonyítania: egy olasz Nieuportot lőtt le. Október 10-én a Morosini-sziget fölött egy megfigyelőballon kilövésével megszerezte az ászpilótai minősítéshez szükséges ötödik győzelmét. 
1917. december 23-án átvezényelték a grignói bázissal rendelkező 60. vadászrepülő-századhoz, Frank Linke-Crawford főhadnagy irányítása alá. Gruber bemutatkozása jól sikerült, 1918 januárjában három, februárban pedig újabb két ellenséges repülőgépet semmisített meg. Április 1-én előléptették tiszthelyettessé. 
1918. április 4-én egy négy gépből álló kötelékben Primolano körzetében két ellenséges vadász támadta meg őket. Gruber lelőtte az egyiket, de a másik géppuskasorozatát követően leszakadt Phönix D.I-ének szárnya és a zuhanást nem élte túl.  

## Kitüntetései
- Arany Vitézségi Érem (négyszer)
- Ezüst Vitézségi érem I. osztály (kétszer)
- Ezüst Vitézségi Érem II. osztály (kétszer)
- Bronz Vitézségi Érem
- Károly Csapatkereszt

## Győzelmei
| Sorszám | Idő                  | Repülőgép    | Egység           | Ellenfél           |
| ------- | -------------------- | ------------ | ---------------- | ------------------ |
| 1       | 1916. április 14.    | Albatros B.I | 1. repülőszázad  | Morane-Saulnier    |
| 2       | 1916. május 2.       | Albatros B.I | 1. repülőszázad  | Morane-Saulnier    |
| 3       | 1916. június 6.      | Albatros B.I | 1. repülőszázad  | Morane-Saulnier    |
| 4       | 1917. szeptember 29. | Felderítő    | 41. vadászszázad | Niepourt felderítő |
| 5       | 1917. október 9.     | Felderítő    | 41. vadászszázad | Ballon             |
| 6       | 1918. január 10.     | Phönix D.I   | 60. vadászszázad | SAML2              |
| 7       | 1918. január 10.     | Phönix D.I   | 60. vadászszázad | Niepourt Felderítő |
| 8       | 1918. január 27.     | Phönix D.I   | 60. vadászszázad | Niepourt Felderítő |
| 9       | 1918. február 1.     | Phönix D.I   | 60. vadászszázad | Niepourt Felderítő |
| 10      | 1918. február 26.    | Phönix D.I   | 60. vadászszázad | Hanriot H.D 1      |
| 11      | 1918. április 4.     | Phönix D.I   | 60. vadászszázad | Sopwith Camel      |